# AAA – Auto-Ausstellung Berlin
Die AAA (Autos, Avus, Attraktionen) war eine von 1978 bis zum Jahr 2000, ab 1982 jeweils im Oktober stattfindende Automesse in Berlin.

## Geschichte
1951 wechselte die Internationale Automobil-Ausstellung (IAA) von Berlin zur Messe Frankfurt über. Bis 1976 konnte im Rahmen der Deutschen Industrieausstellung eine alle zwei Jahre stattfindende kleine Berliner Autoschau gezeigt werden. Erst 1978 rief die AMK Berlin (kurz für Ausstellungs-Messe-Kongreß GmbH) eine eigenständige Ausstellung unter dem Namen AAA – Autos, Avus, Attraktionen ins Leben. Sie sollte, wie bereits die IAA, weiterhin im Zweijahresrhythmus auf dem Messegelände unter dem Funkturm abgehalten werden. 1982 kam es zur Umbenennung in AAA Berlin – Die Schau rund um das Auto, bei der die Avus nicht mehr ins Rahmenprogramm mit einbezogen wurde. 1988 erhielt sie erstmals die Bezeichnung AAA’88 – Auto-Ausstellung-Berlin.
Mit der Deutschen Wiedervereinigung 1990 stieg die Messe zu einer wichtigen Veranstaltung für die deutsche und internationalen Automobilindustrie auf. Die vom 6. bis 14. Oktober stattfindende AAA’90 war die erste Auto-Ausstellung im vereinigten Deutschland und zog 250 in- und ausländische Aussteller aus 16 Ländern an, die sich auf rund 57.000 m² Fläche präsentierten, darunter alle deutschen Hersteller und die wichtigsten internationalen Marken von Rang. Die Ausstellung mit mehr als 250.000 Besuchern, davon etwa 45.000 Fachbesucher, stellte einen bis dahin neuen Publikumsrekord auf. 70 % der Zuschauer sollten nach Schätzungen der Veranstalter zufolge aus den Neuen Bundesländern gekommen sein.
Die letzte Ausstellung fand im Jahr 2000 statt. Die für 2002 geplante Messe musste wegen fehlender Nachfrage bei den Ausstellern abgesagt werden.